# Kostel míru v Jaworu
Kostel míru v Jaworu (německy Friedenskirche) je dřevěný evangelický kostel s hrázděnou konstrukcí, který se nachází ve městě Jawor v Dolnoslezském vojvodství v Polsku. Jedná se o sakrální stavbu postavenou na základě Vestfálského míru, který byl uzavřený v roce 1648, a který ukončil třicetiletou válku.

## Historie
Kostel vznikl v letech 1654–1655 podle návrhu Albrechta von Saebische. Pro výstavbu byly použity přírodní stavební materiály: dřevo, sláma a jíl. Stavba je dlouhá 43 metrů a vysoká 15 metrů.
Nejdůležitějšímí prvky barokního interiéru jsou oltář, kazatelna a křtitelnice. Na jižní a na severní straně jsou čtyřpatrové empory, jejichž parapety jsou vyzdobené malbami zobrazujícími Starý a Nový zákon, krajinomalbami s hrady a heraldickými štíty. Celá konstrukce je vyzdobená polychromií s rostlinnými motivy. V kontextu historie evropského umění druhé poloviny 17. století je kostel významný díky své jedinečnosti a vysoké umělecké hodnotě. Je jedním ze tří takzvaných kostelů míru postavených po třicetileté válce, a jedním z dvou dochovaných až dodnes (druhý se nachází ve Svídnici).
Vzhledem k svému kulturnímu významu je kostel od roku 2001 zapsaný na seznamu světového dědictví organizace UNESCO.

## Jaworské koncerty míru
Tak zvané koncerty míru se konají v historickém interiéru kostela každý rok od května do záři. Komorní hudba umělců z Polska, z České republiky a z Německa, a místo, kde se koncerty konají, vytvářejí unikátní atmosféru a nezapomenutelné zážitky. Na koncertech v jaworském kostele vystoupil např. sbor Poznanští slavíci pod vedením Stefana Stuligrosze, chlapecký sbor z Windsbachu, sbor Vratislavské univerzity Gaudium, komorní orchestr Leopoldinum, komorní orchestr polského rozhlasu Amadeus pod vedením Agnieszky Duczmal, polská skupina Spirituals Singers Band, smyčcový kvartet Wilanow, skupina Camerata Cracovia, folková skupina Sierra Manta, Braniborský komorní sbor z Berlína, Lédl Jazz Quintet z českého Turnova a další.

## Varhany
V kostele je nástroj od vratislavského varhanáře Adolpha Lummerta, dvakrát rekonstruovaný firmou Schlag & Söhne v letech1899 a 1906, a následně znovu opravený v roce 1937. Po další rekonstrukci v letech 2002–2005 varhany vypadají téměř stejně jako v době, kdy je Adolph Lummert postavil.